# قلعه کیسوم
قلعه کیسوم (ترکی استانبولی: Keysun Kalesi)، نام قلعه است در ترکیه امروزی و استان آدیامان که در زمان جنگ‌های صلیبی بنا و یکی از دژهای اصلی کنت‌نشین ادسا بود.